# KBF 캐롬D5리그
KBF 캐롬D5리그(KBF Carom D5 League)는 대한민국의 아마추어 당구 대회이다. 대한민국의 당구 리그 시스템 중 캐롬 종목 3부 리그를 통칭하는 명칭이다.

## 역사
대한민국 문화체육관광부와 대한체육회는 스포츠 리그 디비전 구축을 지원하기 위해 각 스포츠 종목 단체를 대상으로 2020년 초에 신규 종목 공모를 진행했다. 대한당구연맹이 공모에 선정되어 'KBF 디비전5리그'가 출범되었다. 첫 대회인 2020년 시즌 대회에서는 98개 시군구 지역에서 144개 리그로 진행되었고 151개 팀, 4,907명이 참가했다. 2021년 시즌에 'KBF 캐롬 D5리그'로 명칭이 변경되었다.

## 참고 문헌
- 《2020 KBF 디비전5리그 요강》. 대한당구연맹. 2020.
- 《2021 KBF 디비전리그 요강》. 대한당구연맹. 2021.

## 같이 보기
- 대한민국의 당구 리그 시스템